# Pristomerus hawaiiensis
Pristomerus hawaiiensis är en stekelart som beskrevs av Perkins 1910. Pristomerus hawaiiensis ingår i släktet Pristomerus och familjen brokparasitsteklar. Inga underarter finns listade i Catalogue of Life.